# Lotte Olsen
Lotte Olsen (født 19. marts 1939 i København) er en dansk skuespiller.
Olsen begyndte sit virke som skuespiller i revyerne på Handelshøjskolen i København, hvorfra hun senere blev uddannet tresproget korrespondent. I 1966 blev hun tilknyttet Det ny Teater og senere Gladsaxe Teater, Fiolteatret, Det Danske Teater, Waage Sandøs Friluftsteater, Rialto Teatret, Folketeatret, Jomfru Ane Teatret og Aalborg Teater.
Derudover har hun medvirket i adskillige sommerrevyer, bl.a. Cirkusrevyen, Rottefælden, Helsingør Revyen, ligesom hun har medvirket i flere kabareter og radiosatire.
Hun er mor til skuespilleren Rasmus Munch (f. 1973).

## Udvalgt filmografi
- Slap af, Frede (1966)
- Historien om Barbara (1967)
- Den gale dansker (1969)
- Verden er fuld af børn (1980)
- Koks i kulissen (1983)
- Manden der ville være skyldig (1990)
- Carlo og Ester (1994)

### Tv-serier
- Familien EDB'sen
- Landsbyen (1991-1996)
- Kald mig Liva (1992)
- TAXA (1997-1999)

## Link
- DR-Bonanza - Familien EDB'sen

|  | Artiklen om skuespilleren Lotte Olsen kan blive bedre, hvis der indsættes et (bedre) billede. Du kan hjælpe ved at uploade et godt billede til Wikimedia Commons iht. de tilladte licenser og indsætte det i artiklen. Eller du kan søge efter eksisterende filer på Wikimedia Commons eller på Flickr - fx med værktøjet Free Image Search Tool. |